# Berger australien
Pour les articles homonymes, voir Berger (homonymie).

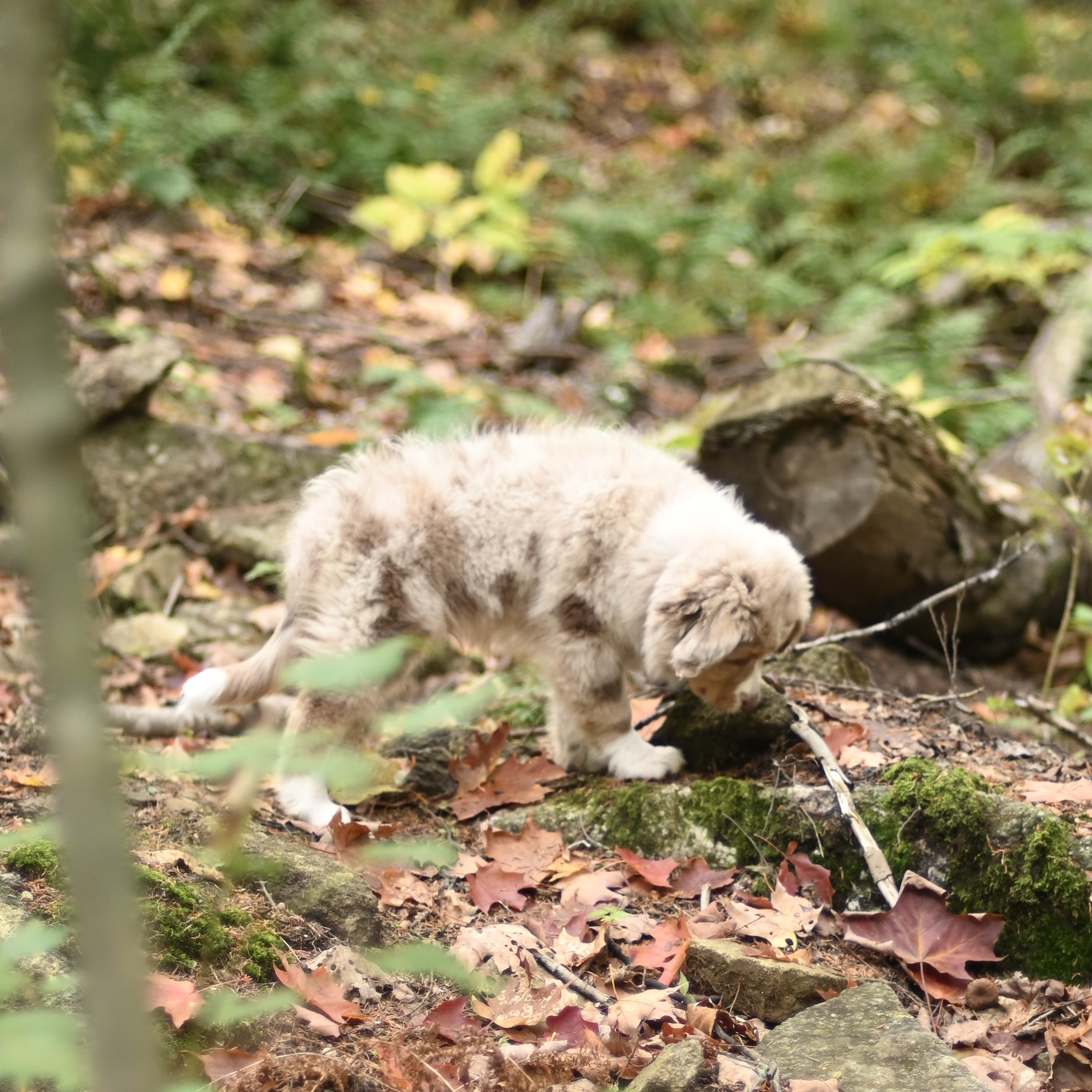
Berger australien rouge merle de 3 mois.

Le berger australien est une race de chien de berger. La Fédération cynologique internationale l'a enregistré sous le nom de Australian Shepherd, comme une race reconnue provisoirement depuis 1996 et définitivement depuis juin 2007.
Le berger australien est le chien préféré des français sur plusieurs années (de 2018 à 2023 notamment).
Au Canada, le Berger Australien était la 7e race de chien la plus populaire entre 2015 et 2020 selon le Club canin canadien.

## Historique
Malgré son nom, la race n’est peut-être pas originaire d’Australie  mais du Pays basque. Mais elle s'est développée aux États-Unis et en Amérique du Nord.
Les Asturiens et les Basques, peuple de pasteurs, avaient des chiens ressemblant beaucoup au Berger australien, depuis des centaines d’années.
Des Basques ont émigré vers d’autres régions à la recherche d’un emploi, et auraient emmenés leurs chiens avec eux. Certains sont partis vers l’Australie, pays connu pour ses élevages de moutons et sa production  de laine, puis ultérieurement, vers les États-Unis. Les fermiers américains ont alors développé cette race, rapidement appréciée pour son agilité, sa polyvalence et ses capacités d'apprentissage,. Comme ce chien arrivait d'Australie, ils l'ont nommé Australian Shepherd Dog (ou Australian Shepherd), souvent abrégé en Aussie tel qu'on le surnomme aujourd'hui.
La race revient en France dans les années 1980 et la Société centrale canine reconnaît son standard provisoire en 1996 puis officiellement en 2007. En 2007, la Fédération Cynologique Internationale (FCI) enregistre la race sous le nom Australian Shepherd ("Aussie"). Son standard est attribué aux États-Unis avec une modification concernant la queue pour les standards européens
C'est un chien qui est toujours utilisé aux États-Unis pour la conduite des troupeaux, notamment ovins. En France, la race se développe et en 2000 on comptait plus de 1 700 individus recensés.

## Description
La taille est de 50 à 60 cm pour le mâle, de 45 à 55 pour la femelle. Le poids varie de 20 à 35 kg. Les oreilles sont de proportion moyenne et de forme triangulaire. Elles sont tombantes et attachées haut sur la tête.

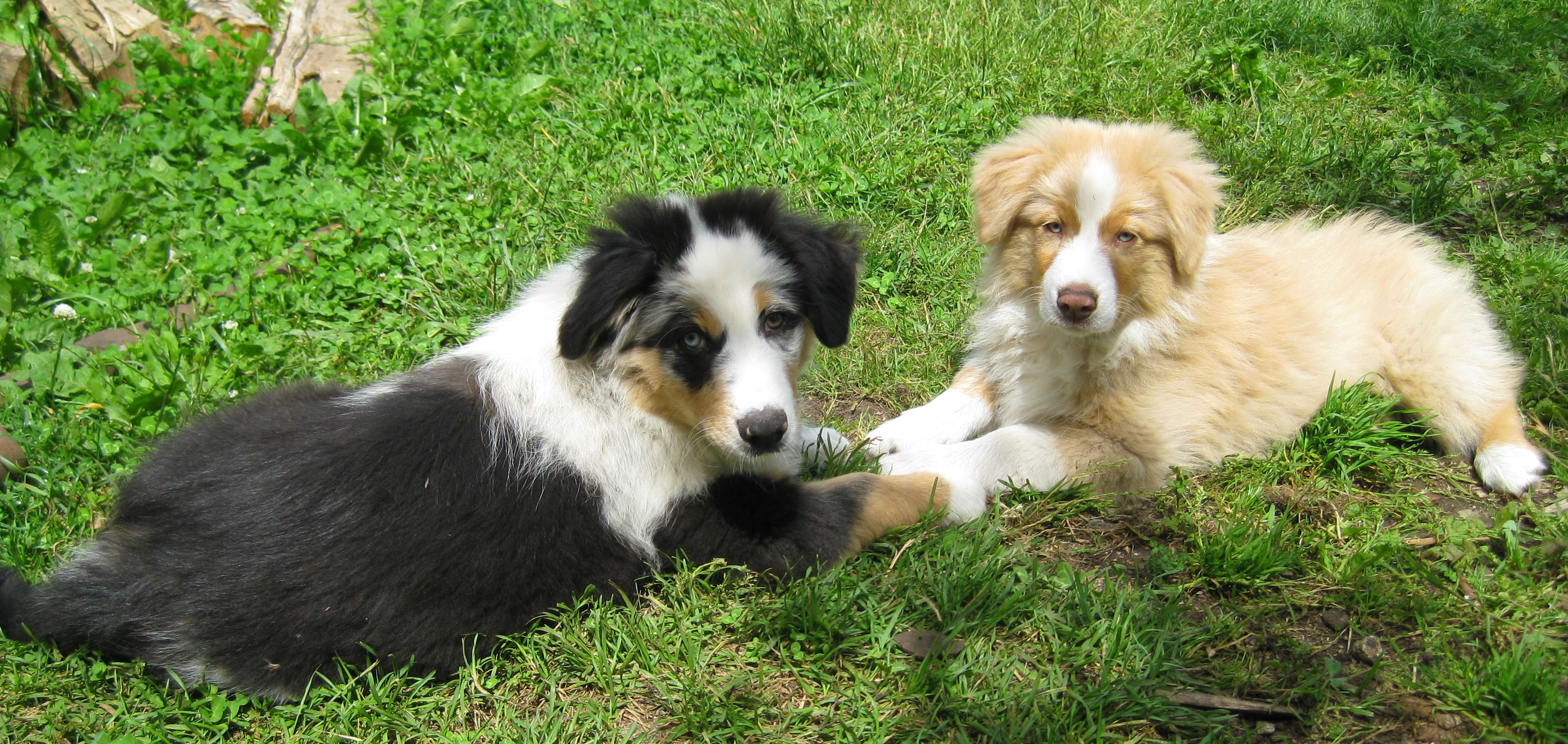
Chiots de 2 mois: Bleu merle et rouge tricolore.

Il existe plusieurs couleurs de robe chez le berger australien, :

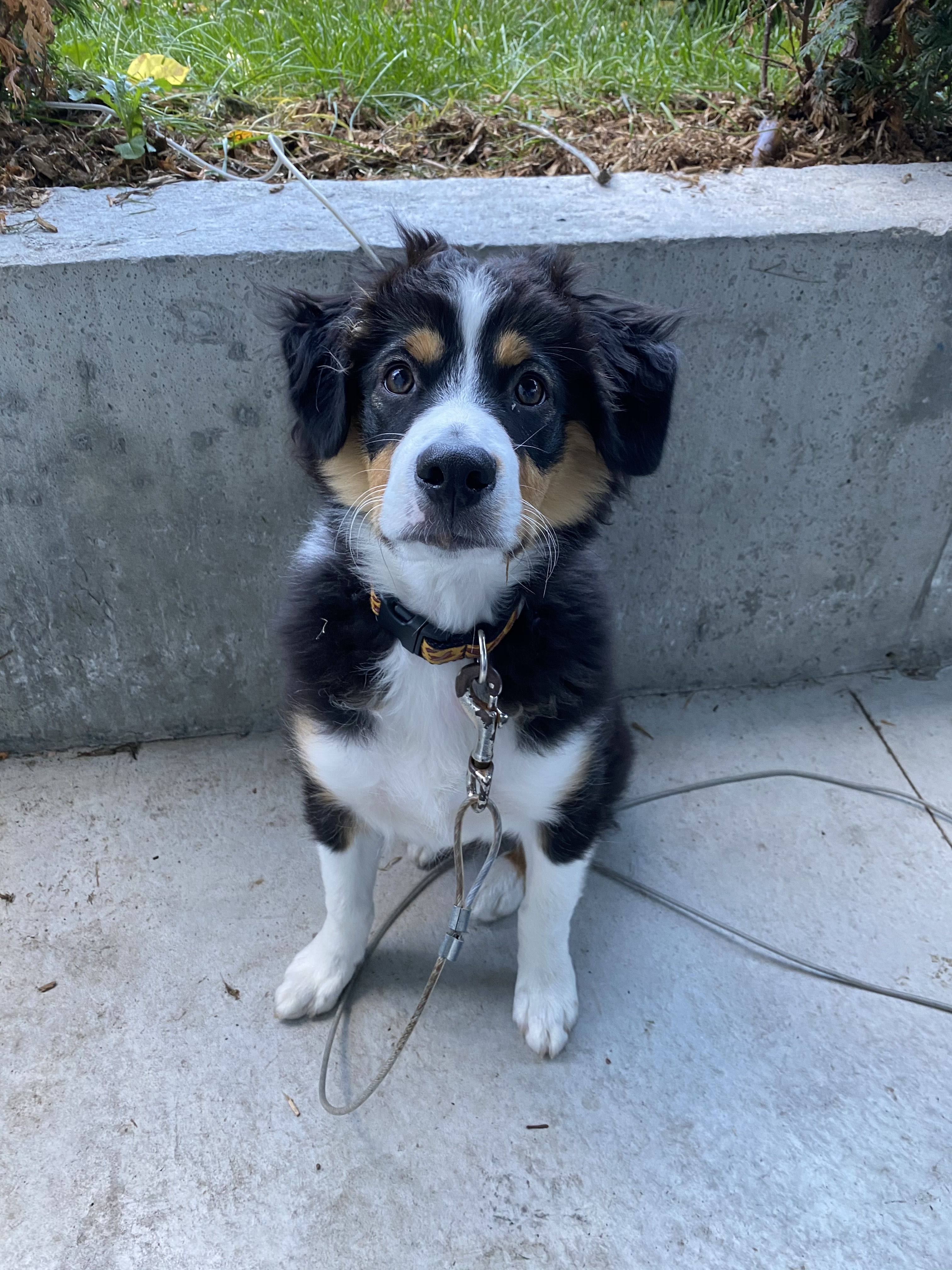
Berger Australien de 4 mois; Noir Tricolore.

- Noir tricolore (robe noire avec panachures blanches et feu).
- Bleu merle (gène de « merling », qui dissout une partie de la couleur noire et qui donne une impression de tacheté argenté ; par chien bleu merle on entend en réalité avec blanc et gris.
- Rouge tricolore : robe rouge ou fauve (marron en termes profanes), plus ou moins soutenue, avec panachures blanches et feu
- Rouge merle (gène de « merling », qui dissout une partie de la couleur rouge, c'est-à-dire marron) et qui donne une impression de tacheté rosé ; par chien rouge merle on entend en réalité avec blanc et feu.

En plus de ces coloris qui représentent 99 % des robes en France, il existe également des robes particulières et rares :
- quatre robes identiques aux précédentes sans blanc ;
- quatre robes identiques aux précédentes sans feu.

Ces huit robes précédentes sont dites bicolores.
- quatre robes identiques aux précédentes sans blanc ni feu (le noir seul est appelé zain ou le rouge seul est appelé marron).

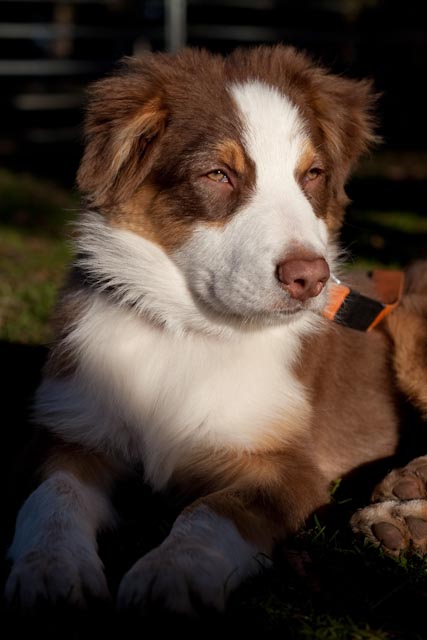
Berger australien fp - Chiot de 4 mois - Rouge tricolore.

L'accouplement de deux parents « merles » (qu'ils soient rouge merle ou bleu merle) a pour potentialité la naissance de chiots avec de graves ennuis de santé, en particulier cécité ou surdité. En effet le gène « merle » est dominant et engendre plusieurs troubles graves à l'état homozygote. Ce mariage est déconseillé par le club de race officiel de la SCC.

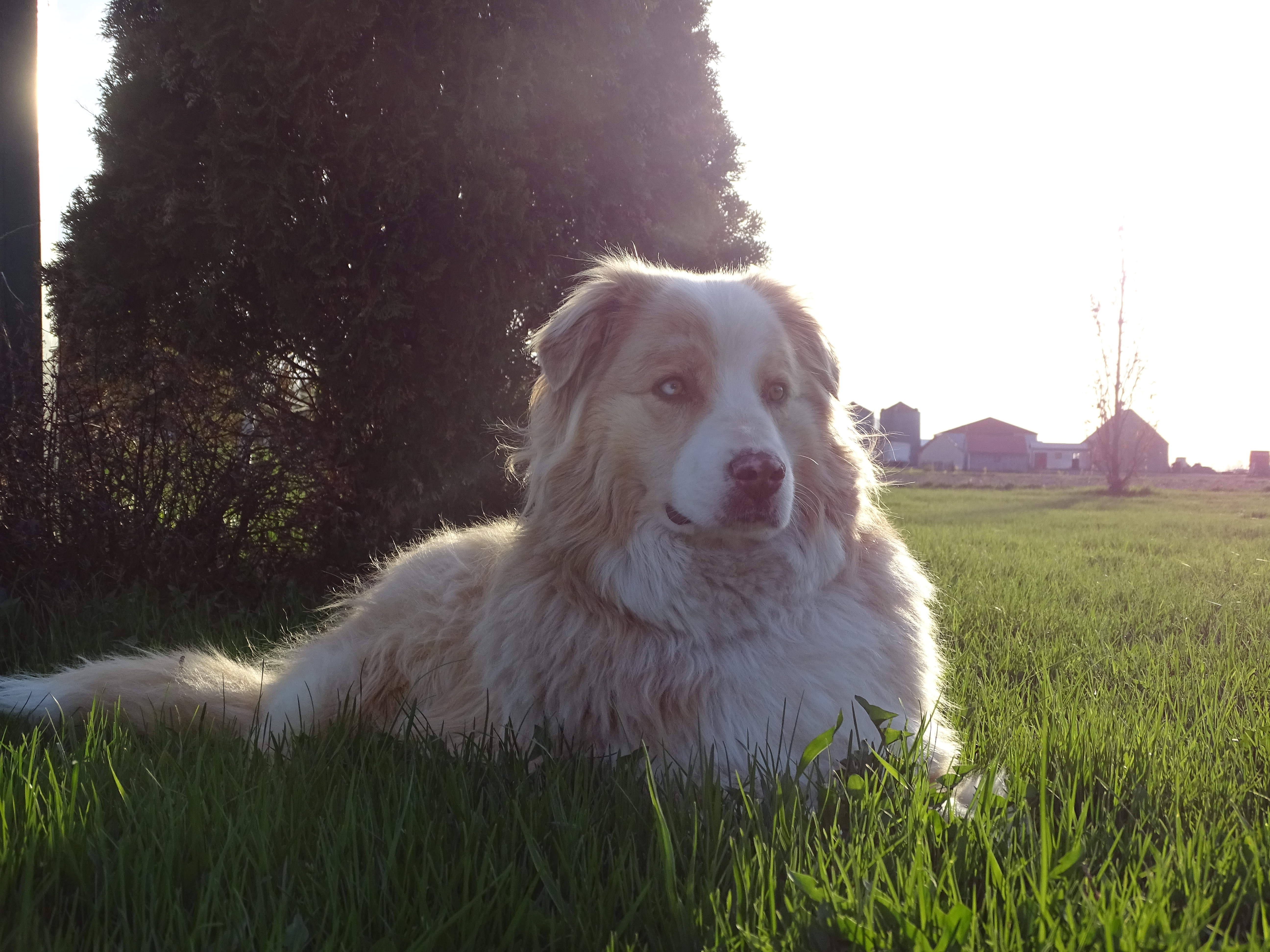
Berger australien adulte rouge merle avec yeux hétérochromes.

L'accouplement doit être précédé du contrôle des parents : au minimum, tests oculaires et radiologiques de la dysplasie de la hanche et des coudes. La race est peu touchée par ces affections et le restera, pour peu que les éleveurs occasionnels ou professionnels continuent ces tests et écartent de la reproduction les sujets atteints.

## Caractère
Le berger australien est qualifié comme étant un chien vif, très approprié aux maîtres sportifs, et reconnu pour sa rapidité,. Ces qualités en font un chien très adapté à la conduite des troupeaux (bovins, ovins, etc.) ou à des disciplines sportives comme le cani-cross ou l'agility, ainsi que pour le cavage ou bien la fouille de décombres.
C'est aussi un animal sociable et attachant, qui tolère facilement ses congénères et s'adapte bien à une vie en famille avec des enfants.
Les chiens de cette race sont également intelligents. Grâce à son intelligence, le berger australien apparaît dans de nombreux classements. Le berger australien est ainsi le chien préféré des français sur plusieurs années (de 2018 à 2023 notamment).
Le berger australien est un chien très affectueux, parfois au point de devenir envahissant, et il supporte mal la solitude. Ce n'est pas un compagnon adapté aux personnes sédentaires, car il a besoin d'un mode de vie actif pour s'épanouir pleinement. Vivre enfermé ou simplement se promener dans un grand jardin ne suffit pas à répondre à ses besoins. Il préfère de loin accompagner son maître dans des activités physiques intenses, telles que le trail running, le ski de fond, le VTT ou encore l'équitation. Ce chien est particulièrement adapté à des programmes sportifs exigeants, pouvant inclure plusieurs dizaines de kilomètres par semaine. Très sensible et proche de ses maîtres, le Berger australien nécessite une stimulation mentale quasi permanente. Il a besoin de la compagnie des siens pour être épanoui et s'ennuie rapidement s'il n'a rien à faire, en particulier lorsqu'il se retrouve seul.

## Santé
Plusieurs problèmes de santé peuvent toucher le berger australien, notamment des problèmes de dos, de hanches et des tares oculaires. La race est également concernée par des problèmes d’épilepsie. Des études ont démontré qu’un mariage merle × merle donnera 25 % de chiots risquant de naître aveugles ou sourds ou de le devenir (le « blanc envahissant », qui peut avoir diverses apparences, est à l'origine d'une dégénérescence des vaisseaux sanguins irriguant rétine et cochlée). Les bergers australiens souffrant de cette « maladie » sont souvent issu d’un mariage de deux chiens de couleur merle, aussi connu sous le nom de « mélange non éthique ». Cependant, il est important de savoir que le blanc envahissant ne vient pas seulement de ce mélange. La maladie peut être remarquée dans les yeux (un seul ou les deux) qui sont pris dans la couleur blanche de la robe du chien, dans la couleur blanche qui est dominante sur la tête du chien en couvrant plus de 50 % de la surface totale de la tête du berger australien ainsi que de la couleur blanche sur le corps du chien entre son garrot et sa queue. Ces anomalies génétiques sont causées par les gènes MITF et PMEL_(gene) (en)(SILV). Les bergers australiens porteur du gène MITF se retrouvent avec des oreilles toutes blanches. Cela indique que les mélanocytes n’ont pas migré jusqu’aux oreilles lors de l’embryogenèse, et les chiens sont donc susceptible de présenter un taux de surdité supérieur à ceux dont les oreilles sont colorées. Le gène PMEL cause chez l’animal un « blanc létal ».  En d’autres mots, ce gène peut entraîner la mort ou causer la mort hâtive chez l'animal. Le chien va souvent présenter des anomalies oculaires comme la microphtalmie, le colobome et la cécité. Il peut être atteint de surdité, présenter des anomalies du développement et peut être touché par différents problèmes de santé et de reproduction. Le Berger australien peut être affecté par la persistance du canal artériel, une malformation cardiaque congénitale qui touche surtout les femelles. Cette affection entraîne une mauvaise oxygénation de l'organisme et une fatigue anormale du cœur. Les symptômes, tels que le retard de croissance et un mauvais état général, sont généralement discrets au début, mais une insuffisance cardiaque peut se développer en quelques mois ou années. Si elle est détectée précocement, cette malformation peut être corrigée de façon chirurgicale .

### Mortalité
En 1998, une enquête Internet réalisée sur 614 bergers australiens a estimé leur espérance de vie moyenne à douze ans et demi, cependant ce chiffre pourrait baisser à l’avenir : selon une autre étude réalisée au Royaume-Uni en 2004, l’espérance de vie se situerait plutôt autour de neuf ans, mais les témoignages recueillis ne concernaient que 22 chiens.
La durée de vie moyenne de chiens de races de taille similaire au berger australien se situe entre onze et treize ans. De ce fait, si l’on part du principe que les résultats de l’étude faite au Royaume-Uni ne sont pas représentatifs de l’ensemble de la population, l’espérance de vie de l’Aussie concorderait avec celle de chiens de même taille. Les principales causes de décès répertoriées dans l’étude réalisée au Royaume-Uni étaient le cancer (32 %), plusieurs causes réunies (18 %), et la vieillesse (14 %).

### Maladies
Une enquête réalisée sur 48 chiens a permis d’identifier les problèmes de santé les plus fréquemment constatés par les propriétaires : il s’agit de tares oculaires comme l’œil rouge, l’épiphora, la conjonctivite ou les cataractes. Les problèmes dermatologiques et respiratoires sont également répandus.
L’anomalie de l’œil du colley (AOC) et les cataractes sont deux vraies sources d’inquiétude pour les amoureux de la race. On peut également citer le colobome irien, la dysplasie de la hanche, l’anomalie de Pelger-Huet, l’hypothyroïdie, et les dermatites nasales liées aux radiations solaires (appelées aussi « nez de colley »). Avant de penser à la reproduction, il est préférable de réaliser des radios de dépistage de la dysplasie du coude et de la hanche, et de faire les tests ADN qui permettront de déterminer si le chien est concerné par la mutation du gène MDR1, par la cataracte héréditaire, ou par l’AOC. Parmi les examens effectués devraient aussi figurer ceux qui diagnostiqueront une éventuelle anomalie de la thyroïde, ou une autre des tares oculaires présentes chez l’Aussie, comme le colobome, l’atrophie progressive de la rétine (APR), ou la dysplasie rétinienne.
Certains bergers australiens peuvent être porteurs d'une mutation du gène MDR1. Celle-ci ne concerne pas que l’Aussie, mais touche également le colley, le berger allemand et d’autres races de chiens de berger. Pour les chiens atteints de cette mutation certains anti-parasitaires comme l’Ivermectine, ainsi que d’autres médicaments, sont toxiques. Il existe des tests qui permettent désormais de savoir si le chien est porteur de cette mutation ou non.

### Double merle

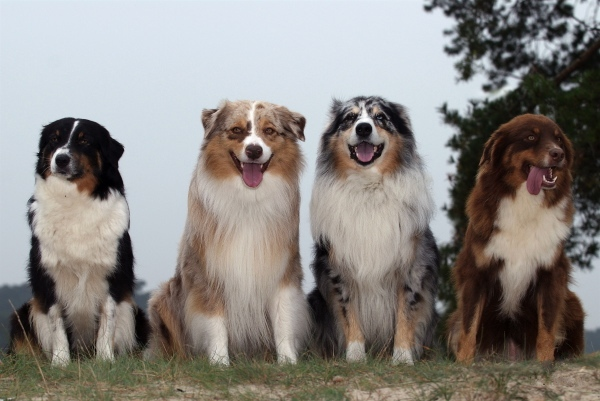
De gauche à droite : noir tricolore, rouge-merle, bleu-merle, rouge tricolore.

Il arrive que certains chiots naissent « double merles », ou merles homozygotes, lorsque l’éleveur réalise un mariage merle × merle, et que les petits héritent du gène merle (le gène merle est dominant) de chacun de leurs parents. En général la couleur dominante des chiens double merle est le blanc, et ils sont susceptibles de développer des troubles de la vision et de l’audition, du fait de la présence de deux copies du gène merle. Les merles homozygotes peuvent naître sourds, aveugles, développer un colobome irien ou une microphtalmie.
Bien que certains merles homozygotes échappent à ces problèmes, la majorité en souffre, ce qui rend le sujet du mariage merle × merle très délicat. Les éleveurs choisissent soit d’euthanasier les chiots présentant un blanc envahissant, soit, dans le cas d’éleveurs peu compétents, de les vendre comme des Aussies « rares », sans prendre la peine de prévenir le client des risques éventuels que cela implique sur le plan de la santé de l’animal. Une grande partie des chiens vendus ainsi finissent dans des refuges, au vu du peu de préparation de la famille face à la charge que représente un animal sourd ou aveugle. Cependant, ces chiens peuvent faire de formidables chiens de famille lorsqu’ils sont confiés à des maîtres prêts à prendre en charge leurs besoins si particuliers.
Le terme « lethal white » est utilisé à tort lorsque l’on fait référence aux bergers australiens nés double merles : il s’agit en réalité d’un terme propre au syndrome du blanc létal qui touche les chevaux.
Il est également possible et assez fréquent d'avoir des petits avec du blanc envahissant nés d'un mariage merle × tricolore ; le blanc envahissant n'est pas l'apanage de mariage merle × merle. Il faut donc bien sélectionner les chiots à la naissance.
Depuis le 1er janvier 2018, le mariage de deux chiens merles n'est plus autorisé, les conséquences sur la santé des chiots étant trop importantes.

## Élevage et clubs
L’ASCA (Australian Shepherd Club of America) fut fondé en 1957 pour promouvoir la race. Le National Stock Dog Registry devint le registre officiel de la race, jusqu’à ce que l’ASCA prenne le relais en 1972..
L’ASCA rédigea un standard de la race en 1975, décrivant les critères d'aspect et de morphologie qui définissent les bergers australiens (la conformité au standard). Cela permit de standardiser le type et d'uniformiser la race.
Aux États-Unis, l’American Kennel Club a longtemps été le principal registre des chiens de pure race. Beaucoup d’éleveurs de bergers australiens reprochèrent cependant à l’AKC d’accorder trop d’importance à la conformité au standard de race plutôt qu’aux performances, c’est pourquoi l’ASCA refusa de joindre le club. Certains éleveurs intéressés par les avantages proposés par l'AKC quittèrent l’ASCA pour créer leur propre club, qu’ils nommèrent the United States Australian Shepherd Association. Ces derniers rédigèrent leur propre standard de la race, et rejoignirent l’AKC en 1993.
En 2007, la Fédération cynologique internationale a permis à la race de participer aux concours internationaux, et l'a classée race no 342 dans le groupe 1 « Chiens de berger et de bouvier ».
N'oublions pas également qu'à la suite du berger australien, la race berger australien miniature aussi appelée Miniature American Shepherd a été créée dans les années 1960 en Californie. Il s'agit d'un chien ayant plus ou moins les mêmes caractéristiques que son aîné, mais en une version plus petite. En septembre 2019, la Fédération cynologique internationale (FCI) a reconnu la race.
À la suite de la création du berger australien miniature ou berger américain miniature, les éleveurs de l’ouest des États-Unis travaillent aujourd’hui à la création d’une version encore plus petite de la race, appelée berger australien toy. Les mâles de cette nouvelle race pèsent de 5,5 à 7 kg. Les conséquences génétiques de l'élevage de bergers australiens mesurant le quart de leur taille standard n’ont pas encore été étudiées. La plupart des éleveurs et maîtres de bergers australiens mini et toy considèrent que leurs chiens appartiennent à des races distinctes, mais d’autres les considèrent comme des versions miniatures d’une seule et même race. En revanche, L’ASCA et l’AKC considèrent ces variétés comme des races à part entière.